# ريع الزلالة (موقع أثري)
الردف هي منطقة تاريخية تقع ما بين السيل الكبير والسيل الصغير من منطقة مكة المكرمة غرب المملكة العربية السعودية.

## الآثار
عثر بالموقع على رسم لمحارب ونقش بالخط الثمودي على إحدى الصخور، بالإضافة إلى نقوش كتابية تعود للقرن الثاني الهجري بالإضافة إلى نقش حديث بالخط الإفرنجي يعود لأحد الرحالة الغربيين الذين مروا بالموقع خلال أواخر القرن 19 ميلادي. 